# Цветкова-Бара
Цветкова-Бара (болг. Цветкова бара) — село в Болгарии. Находится в Монтанской области, входит в общину Берковица. Население составляет 22 человека.
В селе расположен Клисурский Кирилло-Мефодиевский монастырь.